# Brave: A Warrior's Tale
Brave: A Warrior's Tale is een action-adventure computerspel ontwikkeld door Collision Studios en uitgegeven door Evolved Games op 25 september 2009 voor op de Xbox 360 en Wii.

## Gameplay
De speler bestuurt Brave, een indiaan die samen met Courage, zijn stam moet beschermen. Hiervoor heeft Courage een tomahawk en boog tot zijn beschikking. Vijanden zijn onder andere wolven en de Wendigo.